# سراتا
سراتا (به ایتالیایی: Serrata) یک کومونه در ایتالیا است که در استان رجو کالابریا واقع شده‌است.

## خصوصیات
سراتا ۲۱٫۸ کیلومترمربع مساحت و ۹۲۲ نفر جمعیت دارد.